# Yu Gam-dong
Yu Gam-dong (Hangul: 유감동; Hanja: 兪甘同) fue una Gisaeng, bailarina, escritora, artista y poeta durante la Dinastía Joseon del siglo XV. Su nombre Gisaeng fue Gamdong. Es una de las legendarias bailarinas coreanas del siglo XV.

## Vida
Pertenecía a una de las familias nobles de la Dinastía Joseon, su padre fue Yu Guisu (유귀수; 兪龜壽), el alcalde de Hanseong. Escribió poesía y también realizó pinturas. Sin embargo, mucho de su trabajo ha sido destruido o no se ha conservado.
En sus primeros años de vida fue dispuesta para casarse con Choi Jungki (최중기; 崔仲基), gobernador del condado y líder de un myeon (división administrativa equivalente a un pueblo).
Fue violada por Kim Yeo-dal (김여달; 金如達) y se divorció, para luego convertirse en una Gisaeng. Fue una Gisaeng, bailarina y poeta.
Como una mujer divorciada, se hizo conocida por su amor por la vida y numerosos amantes, algo muy controvertido en la sociedad coreana de ese momento.